# Pium
Pium is een gemeente in de Braziliaanse deelstaat Tocantins. De gemeente telt 6.701 inwoners (schatting 2009).